# Список экорегионов ДР Конго
Ниже приводится список экорегионов в Демократической Республике Конго, согласно Всемирному Фонду дикой природы (ВФП).

## Наземные экорегионы
по основным типам местообитаний

### Тропические и субтропические влажные широколистные леса
- Атлантические экваториальные прибрежные леса
- Болотные леса Восточного Конго
- Болотные леса Западного Конго
- Горные леса рифта Альбертин
- Низинные леса Центрального Конго
- Северо-восточные низинные леса Конго
- Северо-западные низинные леса Конго

### Тропические и субтропические луга, саванны и кустарники
- Ангольские леса миомбо
- Восточные Суданские саванны
- Заросли Итиги-Сумбу
- Лесная саванна бассейна Виктории
- Лесная саванна Западного Конго
- Лесная саванна Северного Конго
- Лесная саванна Южного Конго
- Центральные Замбезийские леса миомбо

### Горные луга и кустарники
- Горные вересковые пустоши Рувензори и Вирунга

### Затопляемые луга и саванны
- Затопленные луга Замбези

### Мангры
- Центральноафриканские мангры

## Пресноводные экорегионы
по биорегиону

### Западное экваториальное побережье
- Юго-западное экваториальное побережье

### Конго
- Альбертинское нагорье
- Бангвеулу-Мверу
- Центральное Конго
- Центральный бассейн
- Касаи
- Нижнее Конго
- Водопады Ливингстона
- Маи-Ндомбе
- Малебо
- Суданское Конго
- Пещеры Тисвилла
- Тумба
- Уэле
- Упемба
- Верхнее Конго

### Нило-Судан
- Верхний Нил

### Великие Африканские озера
- Танганьика
- Киву
- Эдуард
- Альберт
- Виктория

## Морские экорегионы
- Южный залив Гвинеи